# Sclerotinia asari
Sclerotinia asari är en svampart som beskrevs av Y. Wu & C.R. Wang 1983. Sclerotinia asari ingår i släktet Sclerotinia och familjen Sclerotiniaceae.   Inga underarter finns listade i Catalogue of Life.